# カートニアゴ
「カートニアゴ」は、FLiPの1枚目のシングル。2011年2月23日にデフスターレコーズから発売された。

## 解説
初のシングル作品はテレビ東京系『よりぬき銀魂さん』オープニングテーマ。初回盤のみ表題曲の別バージョン及びDVD付き。YouTubeでは一週間で約12万件のアクセスがあった。
タイトルである「カートニアゴ」という言葉は、歌詞中にも出てくる猫とカラスの鳴き声を表した造語である。

## 収録曲

### CD
1. カートニアゴ
作詞：いしわたり淳治　作曲：渡名喜幸子　編曲：いしわたり淳治・FLiP
2. Butterfly
作詞：いしわたり淳治・渡名喜幸子　作曲：渡名喜幸子　編曲：いしわたり淳治・FLiP
3. カートニアゴ (TV ver.) - 初回盤のみ
4. カートニアゴ (inst.) - 初回盤のみ

### DVD
1. カートニアゴ
2. Making of 「カートニアゴ」